# Город невест
Го́род неве́ст — широко распространённое неофициальное название города Иваново. Употребляется в разговорной речи, в прессе, в Интернете. В основном распространено среди жителей других городов России. Является зарегистрированной торговой маркой крупного ивановского пищевого предприятия, а также используется как бренд различными ивановскими, чаще всего свадебными, организациями.

## История происхождения
Образ Иванова как города с преобладающим женским населением появился с развитием текстильной промышленности. На предприятиях по изготовлению и обработке тканей работало большое количество женщин. После Великой Отечественной войны вследствие убыли мужского населения демографический перекос усугубился. Было создано множество машиностроительных предприятий: Ивановский завод тяжёлого станкостроения, Ивановский завод чесальных машин, «Точприбор», «Автокран», «Кранэкс» (Ивторфмаш), «Ивтекмаш» и другие, которым требовались в основном рабочие-мужчины. Тем не менее, до конца эту проблему решить не удалось: по данным Госкомстата России, Ивановская область продолжает занимать первое место по разнице числа жителей по полу, так, в 2005 году на 1000 мужчин пришлось 1247 женщин, при соотношении 1000:1158 по стране в целом.
Популярности «женскому» образу города добавили известные ивановские ткачихи Валентина Голубева и Зоя Пухова. Они представляли город и область в Верховном Совете СССР, их образы пропагандировались в советских РГБ, их удостоили звания Героя Социалистического Труда (Голубеву дважды), а позднее они заняли руководящие должности на передовых текстильных фабриках.
Окончательно прозвище «город невест» закрепилось благодаря песне «Ну чем мы не пара» (музыка Е. Крылатова, слова М. Пляцковского), исполненной Андреем Мироновым в фильме «Честный, умный, неженатый…», вышедшем на экраны в 1981 году. Каждый из трёх куплетов песни заканчивался припевом:
О любви всё твержу тебе заново,

Но, когда зря твердить надоест,

Так и знай: я уеду в Иваново,

А Иваново — город невест.
[значимость факта?]
Тема «города невест» нашла своё отражение в гербе города, принятом в 1996 году Ивановской городской Думой. В отличие от предыдущего герба с факелом и челноком, на нём изображена молодая женщина в русской национальной одежде, занятая прядением.
Нередко администрация города инициирует праздничные мероприятия, связанные с темой «невест». Например, в день города, 28 мая 2011 года, состоялся «Парад невест». По улицам города прошли 140 девушек в свадебных платьях. Подобные акции ежегодно устраивает журнал Cosmopolitan под названием «Сбежавшие невесты», где девушки в свадебных платьях весь день развлекаются на территории Иванова.
Один из наиболее известных треков рэп-группы «Каспийский груз» так и называется — «Город невест»: «А я поеду в город невест, чтоб начать все заново, // И найду себе там the best, from Иваново.»